# 群馬県教育委員会
群馬県教育委員会（ぐんまけんきょういくいいんかい）は、群馬県の教育委員会である。

## 概要
群馬県内の教育に関する事務を所掌する行政委員会であり、6人の委員で構成される。2021年現在、教育委員会を代表する教育長は、平田郁美。近年は、学力向上、高校改革などの教育改革に取り組んでいる。
広義では、執行機関である教育委員会事務局を含めて、教育委員会と呼ぶこともある。

## 組織
- 総務課
- 管理課
- 福利課
- 学校人事課
- 義務教育課
- 高等教育課
- 特別支援教育課
- 生涯学習課
- 健康体育課

## 所在地
- 〒371-8570　前橋市大手町1-1-1

## 市町村教育委員会
- 前橋市教育委員会
- 高崎市教育委員会

## 事案
- 2020年12月、教育委員会は3名の教諭を免職にするなどの処分を行った。1名は同年5月に自宅近くのアパート敷地に立ち入ったとして住居侵入容疑で警察から事情聴取を受けた（後に不起訴）。警察が自宅を確認した際、少なくとも女児用下着と学校用水着2枚などがあり、2011・2012年ごろに盗んだと申し出た。教育委員会は懲戒処分指針の「窃盗」に当たると判断し免職とした。別の1名は2012年10月〜2020年7月に運転免許が失効したまま運転したとして、停職6カ月とした。更に1名は2020年7・8月に教員と明かした上で自己啓発系のオンラインセミナーを開き、受講料を受け取った。教育委員会は無許可で兼業したとして減給処分とした[1]。

## 参考・外部リンク
- 群馬県教育委員会